# アルテーナ
アルテーナ（伊: Artena）は、イタリア共和国ラツィオ州ローマ県にある、人口約14,000人の基礎自治体（コムーネ）。

## 地理

### 位置・広がり
ローマ県東南部のコムーネ。

#### 隣接コムーネ
隣接するコムーネは以下の通り。括弧内のLTはラティーナ県所属を示す。
- チステルナ・ディ・ラティーナ (LT)
- コッレフェッロ
- コーリ (LT)
- ラリアーノ
- パレストリーナ
- ロッカ・ディ・パーパ
- ロッカ・マッシマ (LT)
- ロッカ・プリオーラ
- セーニ
- ヴァルモントーネ
- ヴェッレトリ

### 気候分類・地震分類
アルテーナにおけるイタリアの気候分類 (it) および度日は、zona D, 1912 GGである。
また、イタリアの地震リスク階級 (it) では、zona 2B (sismicità media) に分類される。

## 行政

### 山岳部共同体
広域行政組織である山岳部共同体 XVIII Comunità dei Monti Lepini  (it) に属する。

### 分離集落
アルテーナには、以下の分離集落（フラツィオーネ）がある。
- Macere, Colubro, Maiotini, Abbazia, Selvatico, Valli,Via Giulianello, Via Latina, Torretta, Via Velletri, Centro storico

## 姉妹都市
- Alcalá del Río、スペイン

## 人物

### 著名な出身者
- ユニオ・ヴァレリオ・ボルゲーゼ - 第二次世界大戦で活躍した軍人。戦後はネオ・ファシストの政治家。